# Bengt "Polo" Johanson
Bengt Evert ”Polo” Johansson, född 26 januari 1929 i Hedemora, död 7 december 2014, var en svensk sångare och programledare. Han var bosatt i Rättvik.
Han medverkade även i flera TV-produktioner, bland annat spelade han Gustav Vasa i en dramatisering av Gustav Vasas äventyr i Dalarna som producerades av SVT Falun 1971.
Johansson var sommarpratare i radion den 6 augusti 1974 och den 18 augusti 1976. År 1978 var han programledare för tv-programmet Logdans och från 1979 för olika radioprogram, ofta av dragspels- och gammeldanskaraktär, till exempel En falutimme på trekvart (1979–1985).
Johansson har bland annat skrivit ”Så minns jag Gussarvet” (2002), ursprungligen publicerad som artikelserie i Södra Dalarnes Tidning 1999. Han är gravsatt i minneslunden på Rättviks kyrkogård.

## Diskografi i urval
- Du ska inte komma undan/En höghus-blues (med Rolf Hedéens orkester, singel, Dollar 1966)
- Kärlek blommar året om/Mitt hjärtegryn från Skattungbyn (med Rolf Hedéens orkester, singel, Dollar 1967)
- Sommargästernas vals/En gyllene dröm (singel, Round up 1974)
- Ofta önskad (LP, Round up 1974)
- På lövad bana (LP, Coop 1978)